# Blattella lituricollis
Blattella lituricollis är en kackerlacksart som först beskrevs av Walker, F. 1868.  Blattella lituricollis ingår i släktet Blattella och familjen småkackerlackor. Inga underarter finns listade.